# Поле зору у відеоіграх

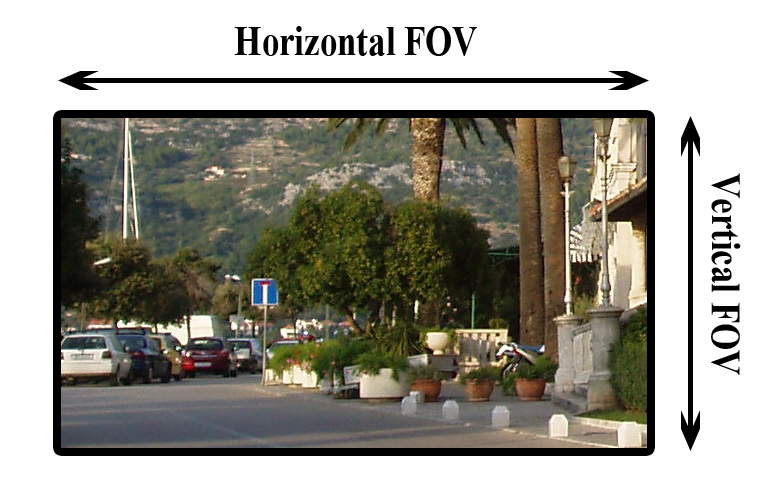
Поле зору.

У відеоіграх від першої особи, поле зору (англ. field of view, field of vision, FOV) називають частину спостережуваного ігрового світу, який видно на екрані в будь-який момент. Поле зору зазвичай вимірюється кутом, проте чи є цей кут горизонтальним, вертикальним або діагональним компонентом поля зору, варіюється від гри до гри.
Поле зору у відеоіграх може змінюватися в залежності від співвідношення сторін роздільної здатності. У комп'ютерних іграх та іграх для ігрових консолей поле зору зазвичай збільшується з більш широким співвідношенням сторін роздільної здатності.

## Обчислення поля зору

90 градусне поле зору

Поле зору зазвичай подається як кут для горизонтальної або вертикальної складової. Більший кут вказує на більше поле зору. Втім, в залежності від методу масштабування, який використовується в грі, він може впливати тільки на горизонтальну або вертикальну його складову.
Горизонтальні і вертикальні кути поля зору обчислюються з наступних рівнянь:
{\displaystyle r={w \over h}={\frac {\tan \left({H \over 2}\right)}{\tan \left({V \over 2}\right)}}}
{\displaystyle H=2\arctan \left(\tan \left({V \over 2}\right)\times {w \over h}\right)}
{\displaystyle V=2\arctan \left(\tan \left({H \over 2}\right)\times {h \over w}\right)}
де r — співвідношення сторін, w і h — ширина і висота, а H і V — горизонтальний і вертикальний кути поля зору.
Різні значення для горизонтального і вертикального кутів поля зору можуть призвести до плутанини, оскільки ігри часто просто згадують FOV, а чи не означають вони горизонтальну або вертикальну FOV.

## Вибір поля зору
Поле зору звичайної людини, включаючи периферійний зір, становить приблизно 170—180 градусів. Граючи в ігри на комп'ютері людина сидить прямо перед монітором, а ось з ігрової приставки зображення зазвичай виводиться на телевізор, який знаходиться на значно більшій відстані від людини. Таким чином, для консольних ігор використовується вузьке поле зору близько 60 градусів, оскільки екран займає невелику частину поля зору глядача, а більше поле зору від 90 до 100 градусів зазвичай встановлюється для комп'ютерних ігор, оскільки екран займає більшу частину поля зору глядача.
Багато комп'ютерних ігор, які випускаються після 2000 року, переносяться з консолей або розроблені для консольних та комп'ютерних платформ. В ідеалі, розробник встановить більш широке поле зору у випуску для ПК або запропонує налаштування для зміни поля зору на уподобання гравця. Однак у багатьох випадках вузьке поле зору, яке було встановлене в консолі, зберігається у версії для ПК. Це призводить до дискомфорту, подібного до перегляду сцени через бінокль, і може призвести до дезорієнтації, запаморочення або нудоти.
| Співвідношення | Роздільна здатність 1080p | Назва                  | Формат відео             |
| -------------- | ------------------------- | ---------------------- | ------------------------ |
| 32:27          | 1280x1080p                |                        | DVCPRO HD                |
| 4:3            | 1440x1080p                |                        |                          |
| 16:9           | 1920x1080p                | Widescreen             |                          |
| 2:1            | 2160x1080                 | 18:9                   | Univisium                |
| 64:27          | 2560x1080p                | Ultra-Widescreen       | Cinemascope / Anamorphic |
| 32:9           | 3840x1080p                | Super Ultra-Widescreen | Ultrawide formats        |

## Методи масштабування поля зору
Терміни  Hor + ,  anamorphic , pixel-based,  Vert-  і  stretch  широко використовуються в ігрових дискусіях, щоб описати, як різні відеоігри змінюють поле зору залежно від співвідношення сторін роздільної здатності. Терміни спочатку придумали члени Форуму широкоекранних ігор.
- Hor+ (горизонтальний плюс) є найпоширенішим методом масштабування для більшості сучасних відеоігор. У іграх з масштабуванням Hor+ вертикальне поле зору є фіксованим, тоді як горизонтальне поле зору розширюється в залежності від співвідношення сторін роздільної здатності монітору; більш широке співвідношення сторін призводить до збільшення поля зору[8][9]. Оскільки більшість екранів, що використовуються для ігор, є широкоекранними[10], цей метод масштабування зазвичай є кращим, оскільки ширші співвідношення сторін не страждають від зменшеного поля зору. Це стає особливо важливим у більш «екзотичних» налаштуваннях, таких як ультра-широкий монітор або ігри з використанням трьох моніторів одночасно.

|  |  |  |

- Анаморфне масштабування (англ. Anamorphic) — це тип масштабування, коли вертикальна і горизонтальна складові поля зору фіксовані, як правило, до значень широкоекранного формату, і коли роздільна здатність змінює зображення, то вона додає до зображення чорні смуги зверху та знизу, щоб підтримувати поле зору і співвідношення сторін. Сучасні ігри з використанням анаморфного масштабування зазвичай мають співвідношення сторін 16: 9. Якщо цей метод використовується в грі з співвідношенням сторін 4:3, зображення буде розміщено між чорних стовпчиків на широкому екрані[11].

|  |  |  |

- Масштабування на основі пікселів (англ. Pixel-based) як правило використовується в іграх з 2D графікою (двовимірною графікою). За допомогою масштабування на основі пікселів кількість вмісту, що відображається на екрані, безпосередньо прив'язане до роздільної здатності екрану. Збільшення роздільної здатності по горизонталі безпосередньо збільшує горизонтальне поле зору, а збільшення по вертикалі збільшує вертикальне поле зору.
- Vert-  (вертикальний мінус) — це метод масштабування, який використовують деякі ігри, які мають широке різноманіття варіантів для вибору роздільної здатності. У іграх з масштабуванням Vert-, оскільки співвідношення сторін розширюється, вертикальна складова поля зору зменшується для компенсації. Це дозволяє уникнути спотворення об'єктів у ігровому світі, але призводить до меншого поля зору на широкоекранних моніторах і може стати особливо проблематичним при надзвичайно широких роздільних здатностях.
- Розтягування (англ. Stretch) в цьому методі поле зору взагалі не регулюється, а зображення просто розтягується, щоб заповнити весь екран. Цей метод сильно спотворює зображення, якщо використовувати співвідношення сторін відмінне від того для якого поле зору було налаштоване. Цей спосіб масштабування використовується в основному в іграх які були зроблені, коли більшість дисплеїв мали співвідношення 4:3[12].

## Поле зору як ефект
Тимчасові зміни поля зору іноді можна використовувати як спеціальний візуальний ефект у відеоіграх. Зменшення поля зору зазвичай використовується для фокусування, наприклад прицілювання в шутерах, тоді як розширення може вказувати на збільшення швидкості руху.